# Acoacán
Acoacán es una pequeña localidad en el este de la parte continental de Guinea Ecuatorial. Se encuentra en la provincia Wele-Nzas, en el distrito de Mongomo, que abarca la ciudad de Mongomo y 56 pequeñas villas. 
La localidad es el lugar de nacimiento del presidente Teodoro Obiang Nguema Mbasogo.
- Datos: Q3500572